# Château de Bois-Salair
Le château de Bois-Salair se situe dans la forêt de Salair, en bordure de Fontaine-Daniel sur la commune de Saint-Georges-Buttavent.

## Histoire
Ce château aux allures de château écossais, doté d'une tour qui domine la forêt environnante, a été construit en 1895 par l'industriel et chercheur Charles Weyher
C'est là qu'il mena ses expérimentations sur les tourbillons et trombes marines.
Petit à petit, à partir de la fin du XXe siècle, il accueille des orthodoxes.
En 2006, les propriétaires Anita et Gabriel Bornand en font don au Monastère Saint-Antoine-le-Grand (Saint-Laurent-en-Royans).
Fin 2013, le monastère orthodoxe de la Nativité de la Mère de Dieu déménage de Godoncourt, dans les Vosges pour s'installer à Bois-Salair.